# مستشفى الاستقلال
مستشفى الاستقلال مستشفى تابع للقطاع الخاص، يقع في دوار الداخلية في منطقة الشميساني في مدينة عمان عاصمة الأردن، افتتح المستشفى في ذكرى استقلال الأردن المصادف في 25 مايو سنة 2001.

## معلومات عامة
تأسس مستشفى الاستقلال تحت رعاية ملكية عام  2001 في العاصمة الأردنية عمان. يخدم المستشفى المجتمع المحلي منذ ما يزيد على عشرين عاما. تصل مساحته إلى حوالي 34,000 متر مربع.
يقدم المستشفى الخدمات التشخيصية والعلاجية في جميع التخصصات، وتجرى فيه العديد من العمليات الجراحية الصغرى والكبرى والدقيقة، يضم المستشفى 280 سرير، و10 غرف عمليات، و20 وحدة عناية مركزة، و12 وحدة لعناية القلب الحثيثة، و32 وحدة غسيل كلى، كما يحتوي على قسم مستقل يعنى بالصحة النفسية يدعى (مطمئنة) افتتح عام 2020 ويعنى بتقديم الرعاية والعلاج للحالات النفسية وحالات الإدمان للمرضى من كلا الجنسين وجميع الاعمار.
تشمل العمليات التي يقدمها المستشفى عمليات القلب والأوعية الدموية، جراحة الاسنان والفكين، بالإضافة إلى أغلب أنواع العمليات الجراحية من جهاز هضمي وجراحة السمنة وعمليات تنظير البطن وعمليات الانف والاذن والحنجرة وعمليات التجميل وعمليات النسائيه والتوليد وعمليات العظام والمسالك وعمليات جراحة العمود الفقري والاعصاب وجراحة الدماغ بالميكروسكوب وعمليات المسالك البولية وجراحة الصدر والاوعية الدموية وعمليات زراعة الكلى وعمليات العيون.

## جوائز
- المركز الأول في تقييم جاهزية استعداد المستشفيات للتعامل مع جائحة كورونا وتطبيق معايير الوقاية المثلى من الوكالة الأميركية للتنمية الدولية.[4]
- جائزة التميز في السلامة والصحة المهنية من مؤسسة الضمان الإجتماعي عامي 2017 و 2018.[5]

## وصلات خارجية
- الموقع الرسمي لوزارة الصحة في الأردن